# Miko (shintoïsme)
Pour les articles homonymes, voir Miko.
 (décembre 2010).
Si vous disposez d'ouvrages ou d'articles de référence ou si vous connaissez des sites web de qualité traitant du thème abordé ici, merci de compléter l'article en donnant les références utiles à sa vérifiabilité et en les liant à la section « Notes et références ».

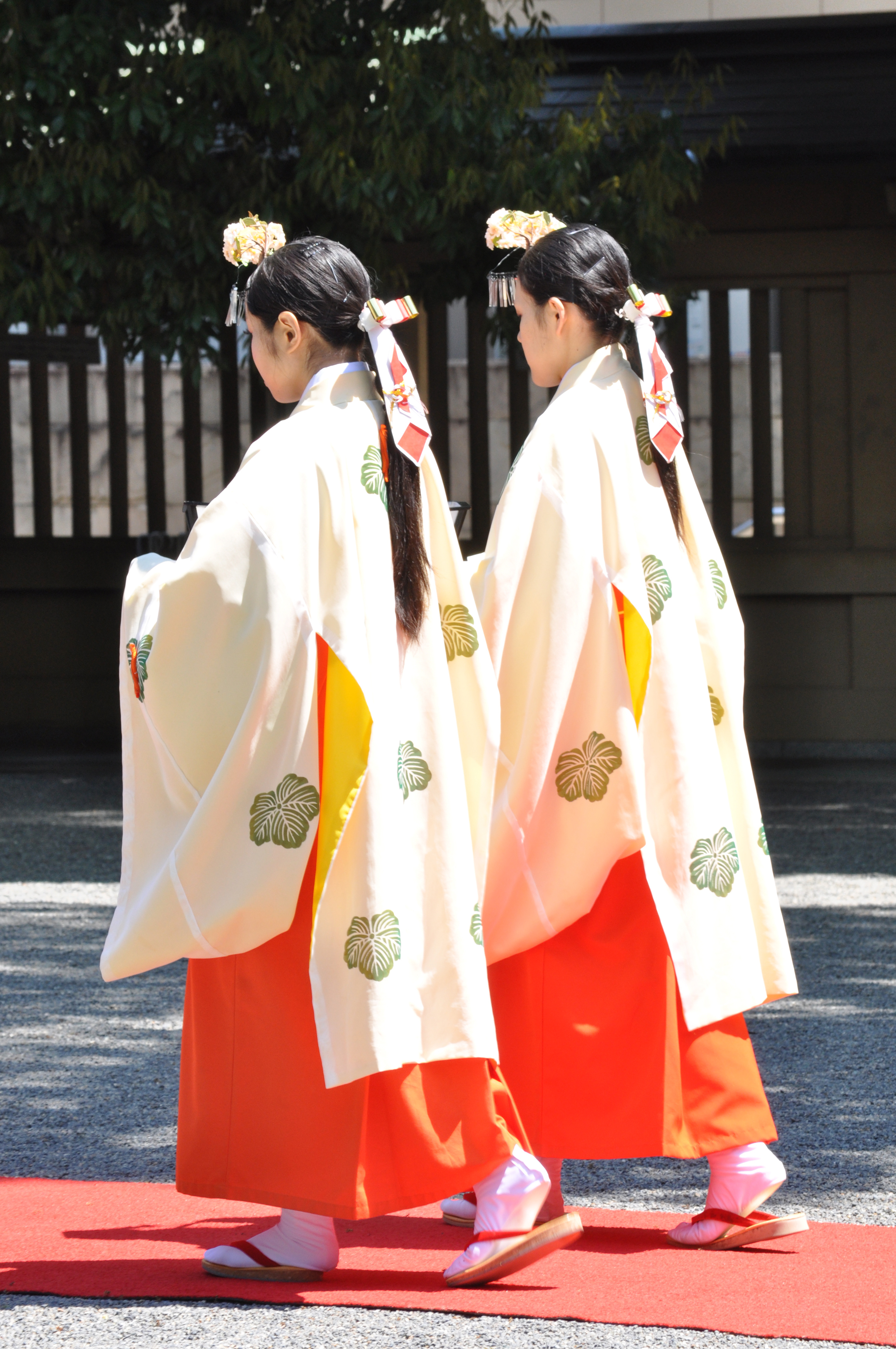
Des miko en tenue de cérémonie.

Les miko (巫女) sont, au Japon, de jeunes femmes au service d'un sanctuaire shintoïste. Elles assistent les prêtres shintō dans leurs tâches cléricales quotidiennes et accueillent les visiteurs des lieux saints.

## Étymologie
L'origine du terme « miko (巫女) » n'est pas clairement établie. Une écriture plus ancienne de ce mot 神子, littéralement « enfant de kami », indique un rôle d'intermédiaire entre les hommes et les divinité du shintoïsme : les kami,,. Il est probable que le terme soit une nouvelle lecture du vocable honorifique 御子 (« enfant impérial »), suggérant des qualités de pouvoir spirituel et de haute naissance,.

## Histoire

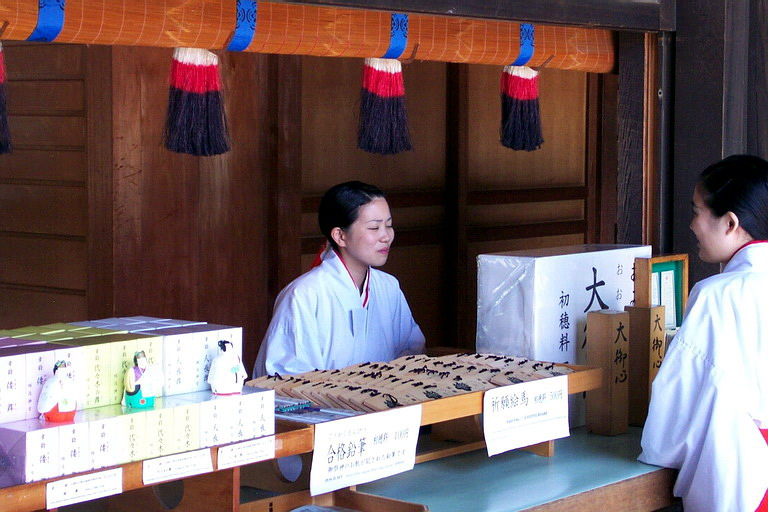
Miko tenant une boutique du Meiji-jingū.

La tradition des miko remonte aux anciennes époques du Japon. Dans les temps anciens, les femmes qui entraient en transe et rapportaient des prophéties ou les paroles des dieux, à la manière de la Pythie de Delphes en Grèce antique, étaient appelées miko, des chamanes du shintō, religion autochtone de l'archipel japonais,.
Plus tard, on appela miko de jeunes femmes gardiennes dans les sanctuaires shinto. Il s'agissait souvent des filles des prêtres qui s'occupaient des sanctuaires. Le rôle de miko inclut la réalisation de danses cérémonielles (appelées miko-mai), ainsi que d'aider les prêtres dans diverses cérémonies, en particulier les mariages dans la tradition shintoïste. La tradition continue, et aujourd'hui on trouve encore des miko dans les sanctuaires shinto ; actuellement, la plupart d'entre elles sont des employées à temps  plein ou partiel, ou des bénévoles. Leur travail est d'aider au fonctionnement du sanctuaire, d'exécuter les danses cérémonielles, d'offrir des omikuji et de tenir les boutiques du sanctuaire. Elles sont traditionnellement des jeunes femmes vierges qui quittent le sanctuaire une fois mariées,.

## Description
Le costume traditionnel des miko est constitué d'un hakama rouge écarlate appelé hibakama (緋袴), un haut blanc appelé hakue, bakue, ou shiragina (tous écrits 白衣, et qui est un kosode, prédécesseur du kimono aux proportions différentes, de couleur blanche), et lors de cérémonies, un chihaya (千早), souvent orné de rouge et parfois de motifs cérémoniels, et des sandales traditionnelles (zōri),,,. Il est également fréquent que les miko portent une hanakanzashi (花簪), épingle à cheveux ornée de fleurs, ou d'autres ornements, généralement blancs ou rouges,.

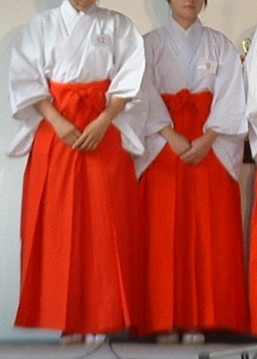
Costume traditionnel de miko.
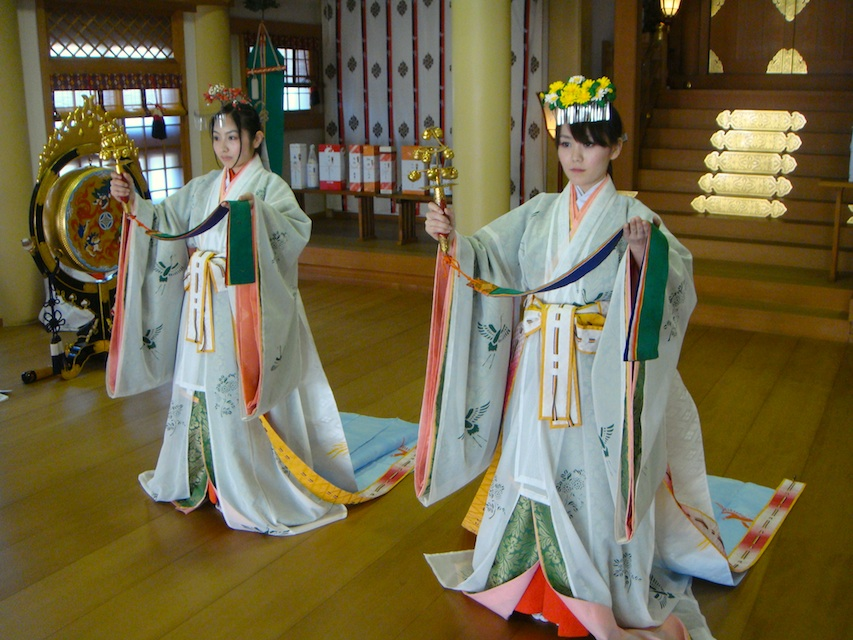
Miko en tenue de cérémonie, accomplissant une danse rituelle : Urayasu no mai (浦安の舞?).
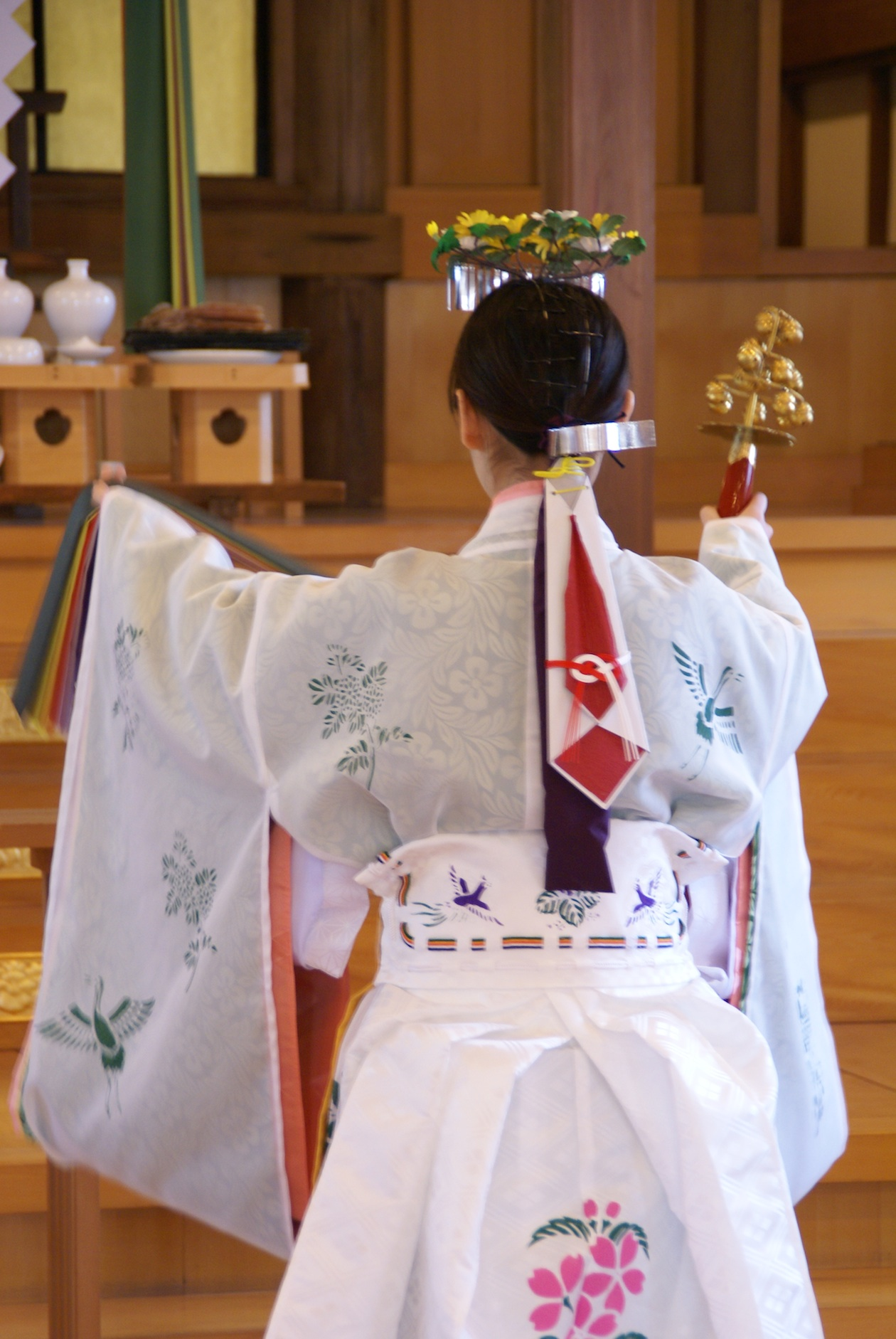
Miko en tenue cérémonielle, vue de dos.
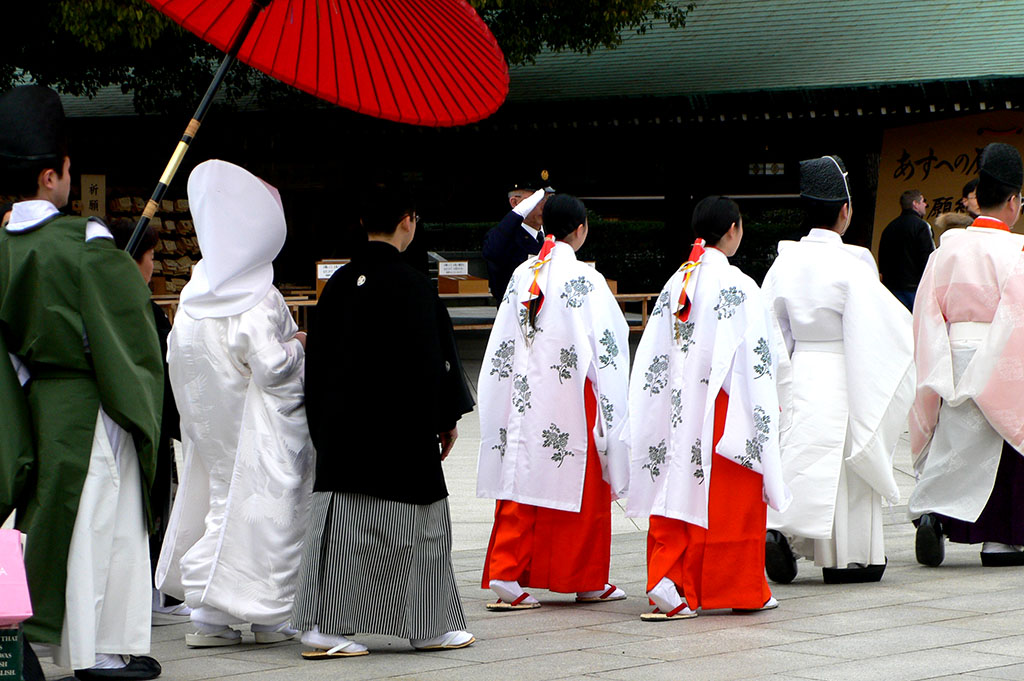
Des miko dans une procession de mariage au sanctuaire Meiji de Tokyo.
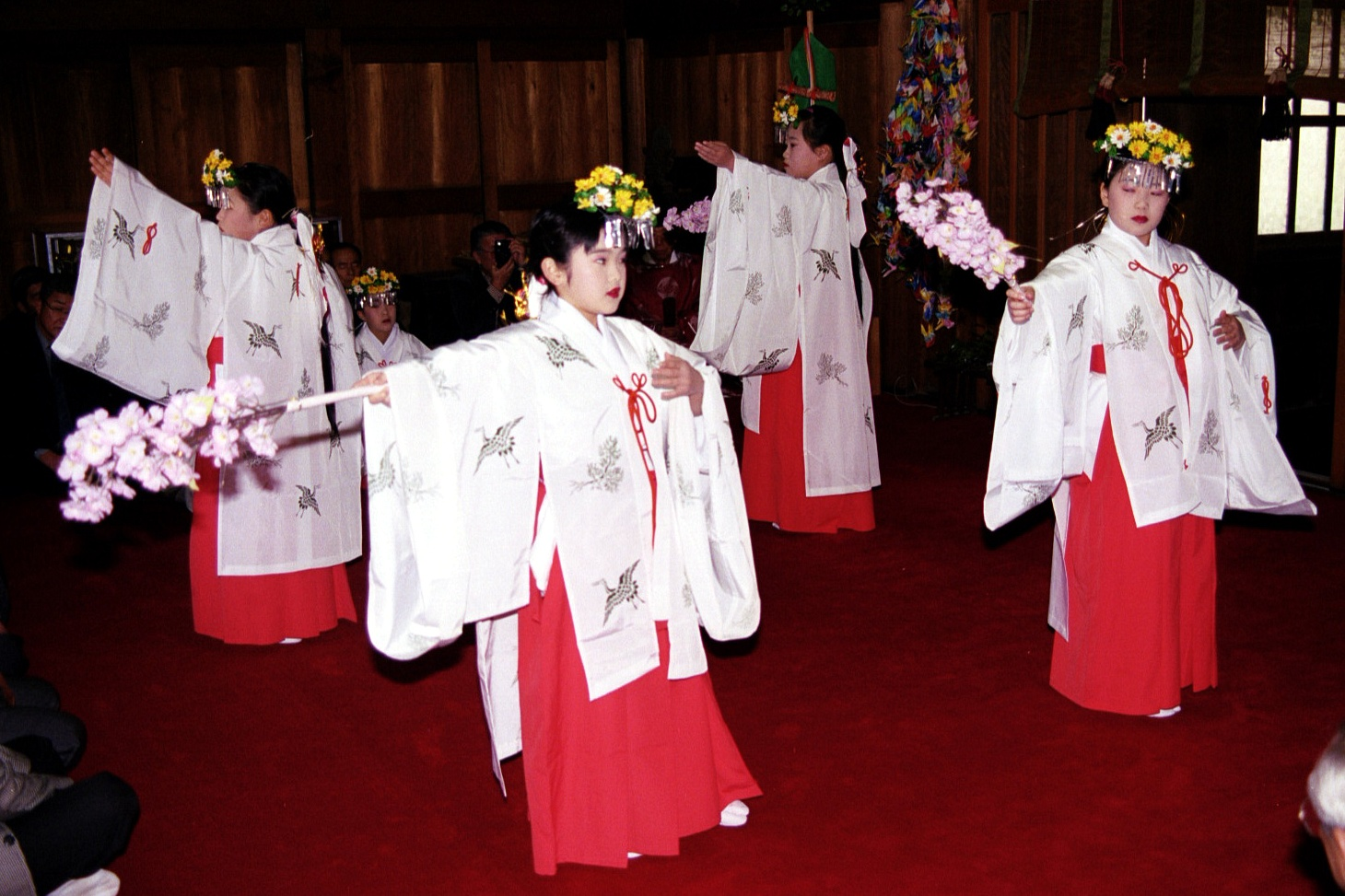
Danse traditionnelle de miko : Toyosaka no mai (豊栄の舞?).

## Dans la fiction

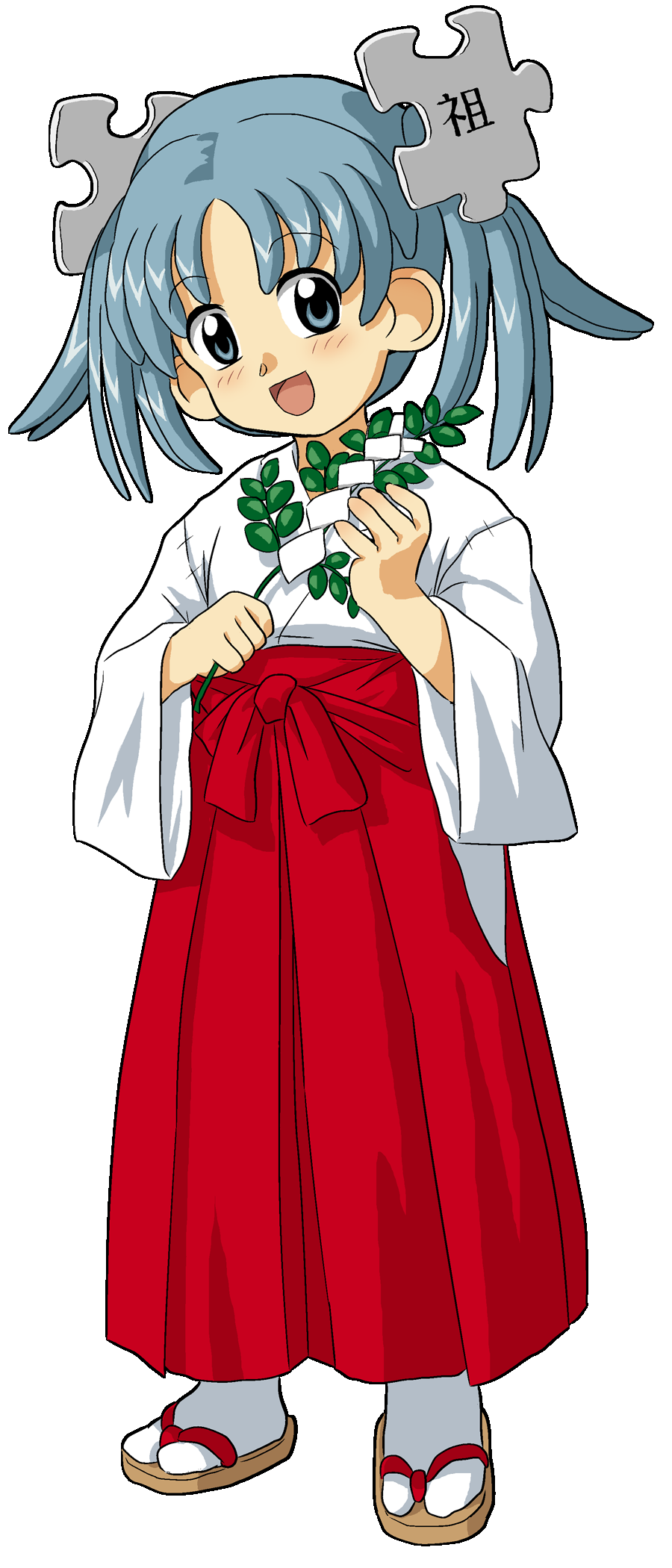
Exemple de représentation de miko dans les mangas.

Les miko sont des personnages courants dans la littérature japonaise, les manga et les anime. Il s'agit souvent de personnages stéréotypés, immédiatement reconnaissables à leur costume. L'une des images typiques de la miko la met en scène balayant le seuil du temple avec un balai à manche de bambou. Dans les histoires à caractère romantique, comme les visual novels ou les jeux de drague, les miko sont souvent présentées comme des jeunes filles séduisantes mais caractérielles - souvent parce qu'elles ont eu peu de contacts avec les garçons, ou une expérience défavorable. Cela contraste avec le stéréotype de la nonne chrétienne, douce et amicale, également courant dans ce type d'histoire.
Au-delà de cette image, les manga et anime font souvent des miko des héroïnes qui combattent les esprits mauvais, les démons ou les fantômes, généralement à l'aide de la magie ou des forces surnaturelles. Elles y sont également décrites comme expertes en arts martiaux, en particulier dans le maniement des armes traditionnelles japonaises comme le yumi (arc), le tanto (dague), ou les sabres japonais comme le katana ou le wakizashi. Les miko de manga pratiquent presque toujours diverses formes de magie comme les o-fuda et différentes méthodes de divination. Dans les jeux de rôle occidentaux, les miko sont parfois considérées comme à peu près équivalentes aux classes de clerc, « sorcière blanche » ou paladin. Ce type de miko est parfois appelé betsushikime. Certaines miko historiques comme Izumo no Okuni sont parfois considérées comme des betsushikime.
Les kuro miko (littéralement « miko noires », qu'on peut aussi traduire par « miko des ténèbres ») sont, dans la fiction japonaise, les équivalents maléfiques des miko traditionnelles. Elles servent des prêtres renégats ou directement des démons. Les kuro miko sont généralement expertes en démonologie et en magie noire ; elles portent une version « sombre » du costume traditionnel (où le rouge sombre, le doré et le noir remplacent le rouge écarlate), parfois avec un masque. Ce type de personnage apparaît entre autres dans Inu-Yasha.

## Exemples de miko

### Historiques
- Izumo no Okuni, fondatrice du kabuki.
- Donni Barrish, miko en chef du Tsubaki Grand Shrine of America, un bon exemple de miko occidentale.

### Dans la fiction
- Hinageshi du deuxième film de Yu Yu Hakusho: Poltergeist Report (en)
- Ekurea (Eclair) est la prêtresse du film de Fairy Tail : Hōō no Miko.
- Himeko et Chikane, de l'anime et manga Kannazuki no Miko.
- Rei Hino / Sailor Mars, de l'anime et manga Sailor Moon.
- Kikyo, Kaede et Kagome Higurashi, de l'anime et manga Inu-Yasha.
- Reimu Hakurei et Sanae Kochiya, personnages principaux de la série Touhou Project.
- Mutsuki Asahina, un des trois personnages principaux de l'anime et manga Haunted Junction.
- Okinu Himuro, une jeune miko fantôme dans l'anime et manga Ghost Sweeper Mikami (ja).
- Sarina (Mizuchi Saiou), de l'anime Yu-Gi-Oh! GX.
- Arashi du manga et anime X de Clamp.
- Rika Furude de l'anime et jeu vidéo Higurashi no Naku Koro ni.
- Pocky du jeu vidéo Pocky and Rocky sur Super Nintendo.
- Mana Tatsumiya du manga et anime Mahou Sensei Negima
- Kagami et Tsukasa Hiiragi de l'anime Lucky Star
- Honoka Sakurai de l'anime et manga Suzuka.
- Mina Hakuba dans le jeu Castlevania: Aria of Sorrow
- Himi du jeu Golden Sun : Obscure aurore.
- Miaka Yûki et Yui Hongô dans l' animé et manga Fushigi Yugi.
- Ayako Matsuzaki des romans, mangas et animé Ghost Hunt.
- Mitsuha Miyamizu et Yotsuha Miyamizu du roman, manga et film d'animation Your Name (Kimi no na wa).
- Iyo dans le manga et animé Big Order.
- Yae Sakura, dans le jeu vidéo Honkai Impact 3rd (en)
- Yae Miko, dans le jeu vidéo Genshin impact.

Mais aussi dans certains livres comme Journal d'un vampire une miko aide Elena et ses amis contre Shinishi, un kitsune.